# ژرژ ویترای
ژرژ ویترای (انگلیسی: Georges Vitray؛ ۲۸ فوریه ۱۸۸۸ – ۸ سپتامبر ۱۹۶۰) بازیگر اهل فرانسه بود.
از فیلم‌ها یا برنامه‌های تلویزیونی که وی در آن نقش داشته‌است می‌توان به اولتیماتوم، آقای ونسان، راسپوتین و ناپلئون اشاره کرد.